# 서일본 철도
서일본 철도 주식회사(일본어: 西日本鉄道株式会社 니시닛폰테츠도 카부시키카이샤[*], Nishi - Nippon Railroad Co. Ltd., NNR)는 후쿠오카현을 기반으로 철도 노선, 버스 노선 등의 노선망을 가진 대기업 사철이며, 니시테츠 그룹의 핵심 회사이기도 하다. 도쿄 증권거래소에 1부 상장(증권 코드: 9031) 되어 있다. 일반적으로 약칭인 니시테츠(西鉄, Nishitetsu)로 알려져 있다. 본사는 후쿠오카현 후쿠오카시 주오구 텐진 1초메 11번 17호 후쿠오카 빌딩에 위치하고 있다.
한편, 이 회사는 서일본여객철도(JR 서일본)와는 전혀 무관한 기업이다. JR 서일본의 경우에도 후쿠오카 현이 영업 지역에 포함되어 있기 때문에 국철 분할 민영화 시에 두 회사 간의 혼동이 우려되기도 하였다.

## 회사 개요
덴진오무타 선・다자이후 선・아마기 선・가이즈카 선(구 미야지가쿠선)의 4개의 철도 노선 및 시내버스・고속버스 등을 운영하는 것 외에 국제 화물(수출입)・부동산업・레저 서비스업 등도 하고 있다. 후쿠오카 현내에 머물지 않고 일본 전국, 그리고 한국을 포함한 해외에서도 사업을 실시하고 있다. 철도 사업의 통칭은 니시테쓰 전철(西鉄電車)이며, 버스 사업의 통칭은 니시테쓰 버스(西鉄バス)이다. 철도 사업의 규모는 민영 철도 업계 안에서도 비교적 커서, 수도권・주쿄권・게이한신권의 이른바 3대 도시권 이외의 철도 회사로서는 유일하게 대기업 사철 안에 포함된다.
1908년에 창업한 규슈 전기 궤도가 전신으로, 2008년에 100주년을 맞이했다.(자회사인 하카타만 철도 기선은 1900년에 창업.) 이전에는 후쿠오카 시내선이나 기타큐슈 선 등의 노면 전차도 가지고 있었지만 (사실상의) 전면 폐지를 하고 나서는 도시간 고속 전철로서 발전을 계속하고 있던 오무타 선(현재의 덴진오무타 선)으로 그 중심이 옮겨갔다. 현재는 동 노선이 철도・버스 부문에 있어서의 대동맥을 담당하고 있어 이익 창출의 기둥이 되고 있다.
2007년 5월 10일에 당사가 발표한 동년 3월기(2006년도) 결산에서는 전 사업 20,071백만 엔의 영업이익 가운데, 철도 사업이 5,145백 만 엔, 버스 사업이 —1,315백만 엔, 겸업 사업이 7,871백만 엔을 기록하였다.
가장 큰 터미널인 후쿠오카(덴진)역은 후쿠오카 시 교통국 지하철 공항선의 덴진 역과 연결되어 있으며, 후쿠오카 공항역에는 동선으로 연결되고 있다. 이로 인해 똑같이 하네다 공항과 수도권을 묶는 게이힌 급행 전철이나, 간사이 국제공항과 게이한신권을 묶는 난카이 전기 철도, 주부 국제공항과 주쿄 광역권을 묶는 나고야 철도와 비지니스용 호텔 사업을 제휴하고 있어 연선의 주요 역에 각 회사의 포스터가 게시되고 있다.

### 버스 사업
한편 서일본 철도는 버스 사업도 하고 있으며 다른 사철처럼 분사화를 시도했음에도 불구하고, 특이하게도 유일하게 버스 사업 부분이 존속된 상태로 남아있다. 버스 사업은 규슈의 여러 지역을 사업 영역으로 하고 있으며 후쿠오카현 이외의 지역과 관련하여 자회사를 통해 운영하고 있는 상황으로 여러 계통의 노선 버스 운영 및 버스 로테이션 시스템 등을 갖추고 있다. 다만 여기서는 간단하게 소개만 하고 넘어간다. 또한 사세보시에는 이 회사의 지분을 보유하고 있는 사이히 자동차의 노선버스나 고속버스도 물론 같이 운행한다.

### 택시 사업
버스, 철도 사업만 전개한 것에 그친 서일본 철도는 택시 사업도 물론 영위한다. 그러나 택시 사업을 하는 업체는 후쿠오카 니시테쓰 택시, 무나카타 니시테쓰 택시, 야나가와 니시테쓰 택시, 기타큐 니시테쓰 택시, 히가시후쿠오카 니시테쓰 택시 등과 같은 택시 운수사가 대표적이다.

## 역사
서일본 철도는 1908년에 설립되어 1911년에 개업한 규슈 전기 궤도가 전신이다. 이에 앞서는 1902년에는 다자이후 마차철도(후에 규슈 철도에 합병)가 후쓰카이치-다자이후 간에 마차철도를 개업하였다. 1910년에는 후쿠오카 시내에서 후쿠히로 전기 궤도가, 다음 1911년에는 하카타 전기 궤도가 노면 전차의 운행을 개시하였다. 양사는 후에 각각 도호 전력과 규슈 수력 전기에 흡수되지만, 1934년에후쿠히로 전철과 쌍방의 궤도 사업을 계승했다. 한편, 1924년에는 규슈 철도(국유화 된 1887년 설립의 규슈 철도와는 구별)이 후쿠오카-구루메간에서 고속전차를 개통한다.
1942년에는 육상 교통 사업 조정법에 대응하기 위해 규슈 전기 궤도・후쿠히로 전철・규슈 철도・하카타만 철도 기선・치쿠젠 참궁 철도의 5사가 합병해, 서일본 철도가 발족했다. 등기상에는 규슈 전기 궤도(본사 고쿠라시 스나쓰)에 따르는 그 외 4사의 흡수 합병으로, 합병 성립 3일 후인 1942년 9월 22일에 현재의 회사명으로 개칭하였다. 또 합병과 동시에 고쿠라 지구의 전쟁재해를 우려해 니시테쓰 발족과 동시에 본사를 후쿠오카시 니시진에 이전, 구 규슈 전기 궤도 본사는 '기타큐슈 영업국'이 되었다. '서일본 철도'의 회사명은 5사 합병 시의 하카타만 철도 기선 사장인 오타 세이조에 의해 명명된 것이다.
니시테쓰에서는 창립년을 자사의 직접적인 모체 회사인 규슈 전기 궤도가 설립된 1908년으로 하고 있지만, 창립기념일은 5사 합병 후 현 회사명으로 개칭한 9월 22일로 하고 있다.

### 연표
- 1942년
  - 9월 19일 - 규슈 전기 궤도가 후쿠히로 전철・규슈 철도・하카타만 철도 기선・지쿠젠산구 철도를 합병.
  - 9월 22일 - 서일본 철도로 회사명 변경. 지금까지 각각의 관계회사가 보유하고 있던 각 노선의 명칭은 다음과 같이 정해졌다.
    - 규슈 전기 궤도→기타큐슈 선
    - 후쿠히로 전철→후쿠오카 시내선
    - 규슈 철도
      - 오무타 선・다자이후 선・미쓰이 선・오카와 선・우에쿠루메 선・오무타 시내선→모두 규슈 철도 시대의 호칭을 답습

    - 하카타 만 철도 기선
      - 가이즈카 선(신하카타-미야지가쿠 간)→미야지가쿠 선
      - 사이토자키-우미 간・사카도-시메 간→가스야 선

    - 지쿠젠산구 철도→우미 선
- 1943년
  - 프로야구 구단 '다이요군'을 매수해 '니시테쓰군' 발족(동년 시즌 종료 후에 해산).
- 1943년 ~ 1944년 - 후쿠오카 현내의 버스 사업자 회사 각각을 매수.
- 1944년 5월 1일 - 가스야 선과 우미 선이 전시체제에 의해 국유화되어 가스야 선은 국철 가시이 선으로, 우미선 은 국철 가쓰타 선이 된다.
- 1945년
  - 1월 15일 - 본사를 후쿠오카 시 다이묘 정 1번지으로 이전.
  - 6월 19일 - 후쿠오카 대공습에 의해 본사 소실.
- 1948년
  - 7월 15일 - 미쓰이 선의 일부 구간을 휴지(1952년 폐지)하고, 아마기 선과 후쿠시마 선으로 분단. 우에쿠루메 선을 휴지(1951년 폐지).
  - 11월 5일 - 팬 아메리카 항공과 대리점 계약을 맺어 항공화물 사업 본부를 설치, 항공화물 사업을 개시.
- 1949년 - 프로야구 구단 '니시테쓰 클립퍼스'(회사명: 니시테쓰 야구 주식회사) 발족, 퍼시픽 리그에 가맹.
- 1950년
  - 1월 6일 - 본사 신사옥 준공.
  - 3월 6일 - 대절 버스 사업 개시.
- 1951년
  - 니시테쓰 클리퍼스가 서일본 파이러쓰와 합병, '니시테쓰 라이온즈'가 된다.
  - 7월 1일 - 미야지가쿠 선 미야지가쿠 - 쓰야자키 간이 연장 개통. 동시에 미야지가쿠 역 이전.
  - 9월 25일 - 오카와 선을 휴지(1966년 폐지).
- 1952년 1월 6일 - 오무타 시내선을 휴지(1954년 폐지).
- 1957년 2월 11일 - 니시테쓰 첫 신성능차 1000형 운행 개시.
- 1958년 11월 27일 - 후쿠시마 선을 폐지.
- 1959년 5월 1일 - 오무타 선에서 특별 요금이 필요없는 특급을 운행 개시.
- 1961년 12월 28일 - 니시테쓰 후쿠오카 역에 자동 매표기를 설치.
- 1962년
  - 4월 27일 - 후쿠오카 빌딩 안에 본사를 이전.
  - 9월 25일 - 오무타 선에 신 600형 통근 전철 운행 개시.
- 1969년 6월 25일 - 일본 민영 철도 협회(민영 철도협)을 탈퇴.
- 1972년
  - 10월 28일 - 시즌 종료 후, 니시테쓰 라이온즈를 후쿠오카 야구에 매각.
  - 12월 11일 - 니시테쓰 첫 냉방차 700형 통근 전철 운행 개시.
  - 12월 16일 - 오무타 선 전선에 ATS 완비.
- 1973년
  - 1월 5일 - 후쿠오카 시내선의 요시즈카 선(요시즈카 역 앞 - 조마치간)이 폐지.
  - 5월 10일 - 오무타 선에서 2000형 특급 전철 운행 개시.
  - 11월 17일 - 규슈 자동차도 도스 - 난칸 간 개통과 더불어, 후쿠오카 - 구마모토 간의 도시간 고속버스를 고속도로 경유로 변경. 니시테쓰 첫 고속버스.
- 1975년
  - 10월 10일 - 오무타 선에서 5000형 통근 전철 운행 개시.
  - 11월 2일 - 후쿠오카 시 교통국 지하철의 건설공사와 더불어, 후쿠오카 시내선의 간선(규슈 대학 앞 - 메이노하마 간)・조난 선(니시진 - 와타나베도리 1초메 간)・고후쿠마치 선(고후쿠마치 - 기온마치 간)이 폐지.
- 1978년 3월 3일 - 고가화를 완성한 히라오 - 오하시 간에서 니시테쓰 최초의 롱 레일을 채용.
- 1979년 2월 11일 - 후쿠오카 시내선의 순환선과 가이즈카 선이 폐지. 이것에 의해 후쿠오카 시내선은 전선 폐지.
- 1980년 11월 1일 - 기타큐슈 선의 노선 중 하나인 기타가타 선이 폐지.
- 1982년 8월 1일 - 민영철도협에 복귀.
- 1983년
  - 3월 24일 - 후쿠오카 - 오사카(한큐 우메다 역) 사이에 심야 고속버스 '문 나이트 호'를 운행 개시(한큐 버스와의 공동 운행).
  - 8월 3일 - 철도 운임 개정을 실시(개정율은 보통 12.5%, 통근 18.8%, 통학 17.9%)
- 1985년 - 니시테쓰 후쿠오카 역 터미널 프로젝트(덴진 솔라리아 계획) 개시.
- 1986년
  - 2월 5일 - 철도 운임 개정을 실시(개정율은 보통 11.3%, 통근 14.8%, 통학 15.3%)
  - 9월 6일 - 평지 구간으로서는 니시테쓰 최초의 롱 레일이 오무타 선 가스가바루 - 시라키바루 간에 완성.
- 1987년
  - 3월 25일 - 오무타 선에 신종별 '직행'이 등장.
  - 10월 1일 - 주요 역에 자동 개찰기를 도입.
- 1989년
  - 3월 10일 - 오무타 선에 8000형 특급 전철 운전 개시.
  - 후쿠오카 시에서 개최된 아시아 태평양 박람회 회장 내에 대해 일본 최초의 가이드 웨이 버스를 운행 개시(동 박람회 종료와 동시에 종료).
  - 3월 24일 - 덴진 솔라리아 계획의 제1기 공사로서 건설되고 있던 '솔라리아 프라자 빌'이 영업 개시.
  - 4월 25일 - 오무타 선의 전 차량(사업용 및 보존 차량을 제외)의 냉방화・고성능화가 완료.
- 1990년 10월 14일 - 게이오 테이토 전철(현・게이오 전철)과 공동으로 후쿠오카 - 도쿄(신주쿠) 사이에 일본 최장 거리의 고속버스를 운행 개시(후에 게이오는 철수).
- 1991년 7월 22일 - 미야지가쿠 선의 전 차량의 냉방화가 완료.
- 1993년
  - 4월 18일 - 하카타 만 크루즈 쉽 '마리에라' 운항 개시(2007년 5월 1일에 니시테쓰 시티 호텔에 이관).
  - 5월 17일 - 니시테쓰 첫 4문 차량 6000형 통근 전철이 오무타 선에서 운행 개시.
  - 7월 3일 - 철도 운임 개정을 실시(개정율은 보통 13.3%, 통근 22.7%, 통학 16.6%)
- 1995년
  - 2월 23일 - 니시테쓰 최초의 VVVF 인버터 제어 차량인 6050형 통근 전철이 오무타 선에서 운행 개시.
  - 3월 25일 - 오무타 선 야쿠인역의 고가화 완성에 더불어서 동역에 모든 열차가 정차.
- 1996년 3월 8일 - 니시테쓰 후쿠오카 역에 자동 정기권 발매기 도입.
- 1997년
  - 1월 1일 - VI(비주얼 아이덴티티) 도입. 5사 합병 당초부터의 로고를 현행의 로고로 변경.
  - 7월 1일 - 철도 운임 개정을 실시(개정율은 보통 15.4%, 통근 19.7%, 통학 18.4%)
  - 9월 27일 - 니시테쓰 후쿠오카 역의 개량 공사가 완성.
- 1998년 4월 23일 - 니시테쓰 덴진 버스 센터가 완성. 이것에 의해 덴진 솔라리아 계획의 제2기로서 계획되어 니시테쓰 후쿠오카 역・니시테쓰 덴진 버스 센터・후쿠오카 미쓰코시가 들어간 '솔라리아 터미널 빌'이 완성.
- 1999년
  - 4월 1일 - 후쿠오카 시 교통국과의 공통 선불 카드를 도입.
  - 4월 24일 - 덴진 솔라리아 계획 제3기의 '솔라리아 스테이지 빌'이 완성. 이것에 의해 니시테쓰 후쿠오카 역 터미널 프로젝트가 완료.
  - 7월 1일 - 후쿠오카 도심부(덴진 - 하카타역 간 각 루트)의 운임을 100엔으로 가격 인하. 동시에 도심부를 순환하는 100엔 순환 버스를 운행 개시.
- 2000년
  - 4월 1일 - 역 업무를 자회사인 니시테쓰 스테이션 서비스에 위탁 개시. '역으로부터 역까지 100엔 버스' 개시, 주요역 근처 버스 정류장과 거기로부터 약 1 km 이내의 버스 정류장과의 사이의 운임이 100엔으로 가격 인하된다.
  - 11월 26일 - 기타큐슈 선이 구마니시 - 구로사키 역 앞 간을 제외해 전선 폐지. 구마니시 - 구로사키 역 앞 간은 자회사인 지쿠호 전기철도 운영에 관련되는 법의 관계로 제3종 철도 사업자로서 형식적으로 남긴 것으로, 사실상은 전폐이다.[4]
- 2001년
  - 1월 1일 - 오무타 선을 덴진오무타 선, 니시테쓰 후쿠오카 역을 니시테쓰 후쿠오카(덴진) 역으로 개칭.
  - 1월 20일 - 덴진오무타 선에 쾌속 급행을 신설.
  - 2월 17일 - 덴진오무타 선에 7000형 통근 전철 운행 개시.
- 2002년 5월 1일 - 기타큐슈 영업국을 니시테쓰 버스 기타큐슈로 분사. 기타큐슈 지구에 있어서의 본사 직할 거점이 소멸했다.
- 2003년 12월 - 덴진오무타 선에 7050형 통근 전철 운행 개시.
- 2005년 3월 1일 - SUN Q 패스발매 개시.
- 2006년
  - 3월 25일 - 니시테쓰 첫 스테인레스 차량 3000형 전철이 덴진오무타 선에서 운행 개시.
  - 4월 1일- SUN Q 패스의 대응 범위가 규슈 내 모든 고속버스 및 노선버스에 확대.
- 2007년
  - 4월 1일 - 미야지가쿠 선의 니시테쓰 신구 - 쓰야자키 간을 폐지, 동시에 미야지가쿠 선을 가이즈카 선으로 개칭.
  - 7월 21일 - 전후 첫 여성 차장이 탄생.
  - 8월 1일 - 철도 차량의 헤드라이트의 종일 점등을 개시(다만, JR나 도부 철도 등 다른 대기업 민영 철도와는 달리, 야간을 제외하고 미등의 점등은 거의 되어 있지 않다).
- 2008년
  - 니시테쓰의 회사 등기상의 직접적인 전신인 규슈 전기 궤도의 설립 100주년을 기념하는 니시테쓰 100주년 사업이 시작된다.
  - 3월 27일 - 철도 각 노선으로 긴급 지진 속보 시스템을 운용 개시
  - 5월 18일 - 비접촉형 IC카드(교통카드)'nimoca'를 도입.
  - 6월 9일 - 니시테쓰 버스의 신 디자인 버스를 52대 도입해 운행을 개시.
  - 7월 1일 - 철도 연선의 활성화・연선 가치 향상을 향한 전문 부서 '마을 만들기 추진실'을 신설.
  - 9월 22일 - 후쿠오카 시티 루프 버스 '그린(ぐりーん)' 운행 개시.
  - 12월 17일 - 창립 100주년을 맞이한다.
- 2010년
  - 3월 13일 - nimoca와 JR 규슈의 SUGOCA, 후쿠오카 시 지하철의 하야카켄, JR 동일본・도쿄 모노레일・도쿄 임해 고속 철도의 Suica와의 상호 이용을 개시.
  - 3월 27일 - 덴진오무타 선의 열차 종별의 정리・통합을 실시. 직행・쾌속 급행을 급행으로 격하해 양 종별이 소멸.
  - 3월 31일 - '요카 넷 카드' 판매 종료(사용은 2011년 10월 31일에 종료).
  - 10월 17일 - 덴진오무타 선에서 규슈 첫 로렐상 수상차인 2000형 운용 종료
  - 12월 21일 - 신용카드에 의한 정기권・고속버스 승차권 등의 구입에 대응(다만, 당면 대응 카드는 크레디트 nimoca(JCB), JMB nimoca, arecore nimoca의 3 카드만. 또 잣쇼노쿠마・오고리・가이즈카 및 전철 지하철 연락 정기권은 2011년 3월 중순 무렵부터 대응)[5]
- 2011년
  - 6월 17일 - 덴진오무타 선을 주행 중이던 차내에서 불꽃이 일어나는 트러블이 발생[6]
  - 10월 7일 - 주식회사 안쿠루 후지야의 주식을 창업가 등 3명으로부터 취득해 동사를 매수[7]
  - 10월 중순 - 전철 교습소에 3000형 베이스의 '운전 시뮬레이터'를 도입[8]
- 2012년
  - 1월 1일 - 완전 자회사의 주식회사 후쿠오카 스포츠 센터를 흡수 합병[9]
  - 3월 24일 - FUKUOKA OPEN TOP BUS 운행 개시[10]

## 철도 사업
니시테쓰의 철도 노선은 궤간 및 역사적 경위(전신 회사)의 차이 때문에 오무타 선 계통과 가이즈카 선 계통으로 구별된다. 오무타 선 계통은 궤간이 1,435 mm로, 덴진오무타 선, 다자이후 선, 아마기 선의 세 노선으로 구성된다. 가이즈카 선 계통은 궤간이 1,067mm의 가이즈카 선만으로 구성되어 다른 니시테쓰 노선과는 고립된 상태이다.
오무타 선 계통에는 매년 신형 차량이 투입되며 본선에 해당하는 덴진오무타 선은 별도 요금이 필요없는 특급・급행열차가 다수 왕래한다. 오무타 선 계통에서 더 이상 운용되지 않는 차량은 일부가 가이즈카 선에 전용되고 있지만, 상술한 대로 궤간이 다르기 때문에 전용에 즈음해서는 궤간이 같은 1,067 mm의 세이부 철도 및 도쿄 급행 전철의 중고 차대로 바꿔 전용되고 있다. 현재, 가이즈카 선에 재적하는 전 차량이 오무타 선 계통에서 전용된 차량이다. 동선에서는 일찍이 쓰리카케 구동 방식의 차량이 운용되고 있었지만, 쓰야자키 - 니시테쓰 신구간의 폐지로 모두 폐차・해체되었다.
이전에는 기타큐슈시 안에 기타큐슈 선, 후쿠오카시 안에 후쿠오카 시내선, 오무타시 안에 오무타 시내선의 궤도선(노면 전차)도 가지고 있었다. 수입은 궤도선이 철도선을 웃돌고 있었지만, 고속 도시간전철로서 성장하는 오무타 선과 대조적으로 이익 면에서는 악화되고 있었다. 자동차 유입량의 증가나 후쿠오카 시영 지하철이나 기타큐슈 모노레일 등 대체 수송기관의 정비와 더불어, 지쿠호 전기철도의 운영에 관련된 기타큐슈 선의 구로사키 - 구마니시 간을 제외해 전부 폐지되었다.
최근 몇년 간, 니시테쓰에서는 철도 사업의 활성화 시책으로서 '파크 앤드 라이드'를 추진하고 있다. 현 소유 노선은 그 대부분이 평탄한 지형이며, 역까지의 액세스 수단으로서 노선버스보다 자가용・오토바이・자전거 등을 이용하는 것이 편리한 환경을 가지고 있다. 역 로터리가 존재하는 역에서는 '키스 앤드 라이드'도 통근, 통학 시간대를 중심으로 많다. 니시테쓰에서는 한정된 회사 보유지의 범위 내에서 향후도 파크 앤드 라이드를 추진하고 싶다고 하고 있다. 노선의 대부분이 후쿠오카 평야・쓰쿠시평야 지형에 있으며, 지하선도 없기 때문에 일본의 대기업 사철 중 유일하게 노선에 터널이 전혀 없다. 폐지된 노선도 포함하면 기타큐슈 선에 터널이 1곳 존재하고 있었지만, 이 터널은 병용 궤도 구간에 있어, 동선 폐지 후에도 도로 터널로서 현존하고 있다.
니시테쓰의 다이야 편성상의 특징에는 승객에게 안내하는 열차 안내 시각이 다른 철도 회사와 달리 '종착역에서는 초단위를 절상한다'는 점이 있다.(예: 다이어그램의 도착 시각이 10시 30분 15초라면, 시각표의 도착 시각은 10시 31분으로 표시) 도중 역에서는 타사와 마찬가지로 초단위를 절사한 형태로 안내하고 있다. 또 덴진오무타 선・다자이후 선의 주요 역에서는 일반 이용객 전용으로 다이어그램을 무료로 배포하고 있다. 이 일반 이용객을 위한 다이어그램에는 아마기 선이나 가이즈카 선은 게재되어 있지 않다. 2010년 3월말 현재의 여객 수송인거리는 1,562백만인km이며, 열차의 최대 연결 량 수는 7량이 되고 있다.
| 순위 | 역명                       | 소재지                | 이용 객수 | 비고                                                                |
| ---- | -------------------------- | --------------------- | --------- | ------------------------------------------------------------------- |
| 1    | 니시테쓰 후쿠오카(덴진) 역 | 후쿠오카 시 주오구    | 131,641명 | 전 열차 정차역・덴진오무타 선의 기점                                |
| 2    | 니시테쓰 구루메 역         | 구루메시              | 36,495명  | 전 열차 정차역・구루메 시의 중심역                                  |
| 3    | 야쿠인역                   | 후쿠오카 시 주오 구   | 35,124명  | 전 열차 정차역・후쿠오카 시 교통국 지하철 나나쿠마 선과의 환승역    |
| 4    | 오하시역                   | 후쿠오카 시미나미구   | 34,563명  | 차・후쿠 정창역시 미나미 구의 중심역                                |
| 5    | 니시테쓰 후쓰카이치 역     | 지쿠시노시            | 23,182명  | 전 열차 정차역・덴진오무타 선과 다자이후 선과의 분기역              |
| 6    | 이지리역                   | 후쿠오카 시 미나미 구 | 21,010명  | 보통 정차                                                           |
| 7    | 가스가바루역               | 가스가시              | 20,096명  | 급행 정차역・가스가 시의 중심역                                     |
| 8    | 다카미야역                 | 후쿠오카 시 미나미 구 | 18,472명  | 보통 정차                                                           |
| 9    | 시모오리역                 | 오노조시              | 15,667명  | 급행 정차역                                                         |
| 10   | 잣쇼노쿠마역               | 후쿠오카 시 하카타구  | 14,986명  | 보통 정차                                                           |
| 11   | 아사쿠라가이도역           | 지쿠시노 시           | 12,747명  | 급행 정차역                                                         |
| 12   | 가이즈카역                 | 후쿠오카 시 히가시구  | 12,454명  | 후쿠오카 시 교통국 지하철 하코자키 선과의 환승역                    |
| 13   | 니시테쓰 오고리 역         | 오고리시              | 11,867명  | 급행 정차역・오고리 시의 중심역 및 아마기 철도 아마기 선과의 환승역 |
| 14   | 니시테쓰 야나가와 역       | 야나가와시            | 11,834명  | 전 열차 정차역・야나가와 시의 중심역                                |
| 15   | 니시테쓰 히라오 역         | 후쿠오카 시 주오 구   | 11,335명  | 보통 정차                                                           |
| 16   | 다자이후역                 | 다자이후시            | 11,246명  | 다자이후 시의 중심역 및 다자이후 천만궁 근처역                      |
| 17   | 오무타역                   | 오무타시              | 8,860명   | 전 열차 정차역・덴진오무타 선의 종점, JR 가고시마 본선과의 환승역   |
| 18   | 시라키바루역               | 오노조 시             | 8,815명   | 보통 정차                                                           |
| 19   | 하나바타케역               | 구루메 시             | 6,971명   | 전 열차 정차역                                                      |
| 20   | 니시테쓰 고조 역           | 다자이후 시           | 6,351명   |                                                                     |

(참고)
- 특급 정차역 가운데 위 표에 게재되어 있지 않은 역의 이용자 수는 신사카에마치 역이 4,678명, 그리고 다이젠지역이 3,631명으로, 특급 정차역 중에서 가장 적다.
- 급행 정차역 중 아마기 선과의 환승역인 미야노진역은 2,234명으로, 급행 정차역 중에서 가장 적다.
- 하나바타케 역은 원래 보통 열차 밖에 정차하지 않는 역이었지만, 2005년의 고가화 사업중에 주변의 재개발 사업과 관련하여, 구루메 시의 요청으로 특급 정차역이 되었다. 또 이 때문에 하나바타케 역의 이용자는 큰 폭으로 증가했지만, 그만큼 니시테쓰 구루메 역의 이용자가 감소 추세에 있다. 또 2010년에 무라사키역이 개업한 것으로 인해 니시테쓰 후쓰카이치 역의 이용 객수는 전년보다 대폭 감소가 되었다.
- 다이젠지 역 자체의 이용객은 적기는 하지만, 이 역에서 특급・급행과 보통이 완급 접속하여, 동역 - 니시테쓰 야나가와 간의 특급 통과역으로부터 갈아타는 이용객이 많다.
- 오하시 역은 이용자가 많지만 특급은 정차하지 않는다. 이는 오하시는 후쿠오카(덴진) 역과 거리가 가깝기 때문에 보통이나 급행에서도 쉽게 이동할 수 있기 때문이며, 원근 분리를 실시하여 특급의 속달성을 유지하는 데에 목적이 있다. 이것은 이지리・다카미야・잣쇼노쿠마와 같은 보통 정차의 역도 마찬가지로, 우등 열차는 모두 통과하지만, 그 대신에 보통 열차의 개수가 어느 정도 확보되어 있다.

### 노선

#### 현 소유 노선
이하의 합계 106.1 km의 노선을 영업하고 있다. 니시테쓰 성립 후, 노면 전차의 전면 폐지 등 때문에 영업 거리가 큰 폭으로 감소하면서도, 오랫동안 규슈의 사철 영업 거리 1위의 자리를 유지하고 있었지만, 2004년 3월 13일에 히사쓰 오렌지 철도(116.9 km)가 개업한 것으로 인해, 규슈 내에서 동사에 뒤잇는 2위가 되었다. 다만, 제3섹터 등 공영 출자의 철도를 제외하면 현재도 규슈의 사철로서 영업 거리 1위의 자리를 유지하고 있다.
- 덴진오무타 선: 니시테쓰 후쿠오카(덴진) 역 - 오무타역 (74.8 km)
- 다자이후 선: 니시테쓰 후쓰카이치 역 - 다자이후역 (2.4 km)
- 아마기 선: 미야노진역 - 아마기역 (17.9 km)
- 가이즈카 선: 니시테쓰 신구 역 - 가이즈카역 (11.0 km)

※ 이 외에도 자회사의 지쿠호 전기 철도의 구로사키 역 앞 - 지쿠호 노오가타 간의 철도선을 운영하고 있으며, 그 중 구로사키 역 앞 - 구마니시 간은 니시테쓰가 제3종 철도 사업자로 되어 있다.

#### 폐지된 노선
- 기타큐슈 선
- 후쿠오카 시내선
- 오무타 시내선
- 후쿠시마 선(후쿠시마<야메시>-미야노진 간)
- 오카와 선(다이젠지-니시테쓰 오카와 간)
- 가미쿠루메 선(쓰부쿠-가미쿠루메 간)
- 미야지다케 선(니시테쓰 신구-쓰야자키 간)

#### 미성선
- 잣쇼노쿠마 선(잣쇼노쿠마-하카타간)

#### 양도 노선
모두 나라에 의한 전시 매수.
- 가스야 선(사이토자키-우미간, 사카도-시메간) - 현 가시이 선(사카도-시메간은 화물선으로 1985년 폐지)
- 우미 선(요시즈카-지쿠젠 가쓰타간) - 후의 가쓰타 선(1985년 폐지)

### 차량

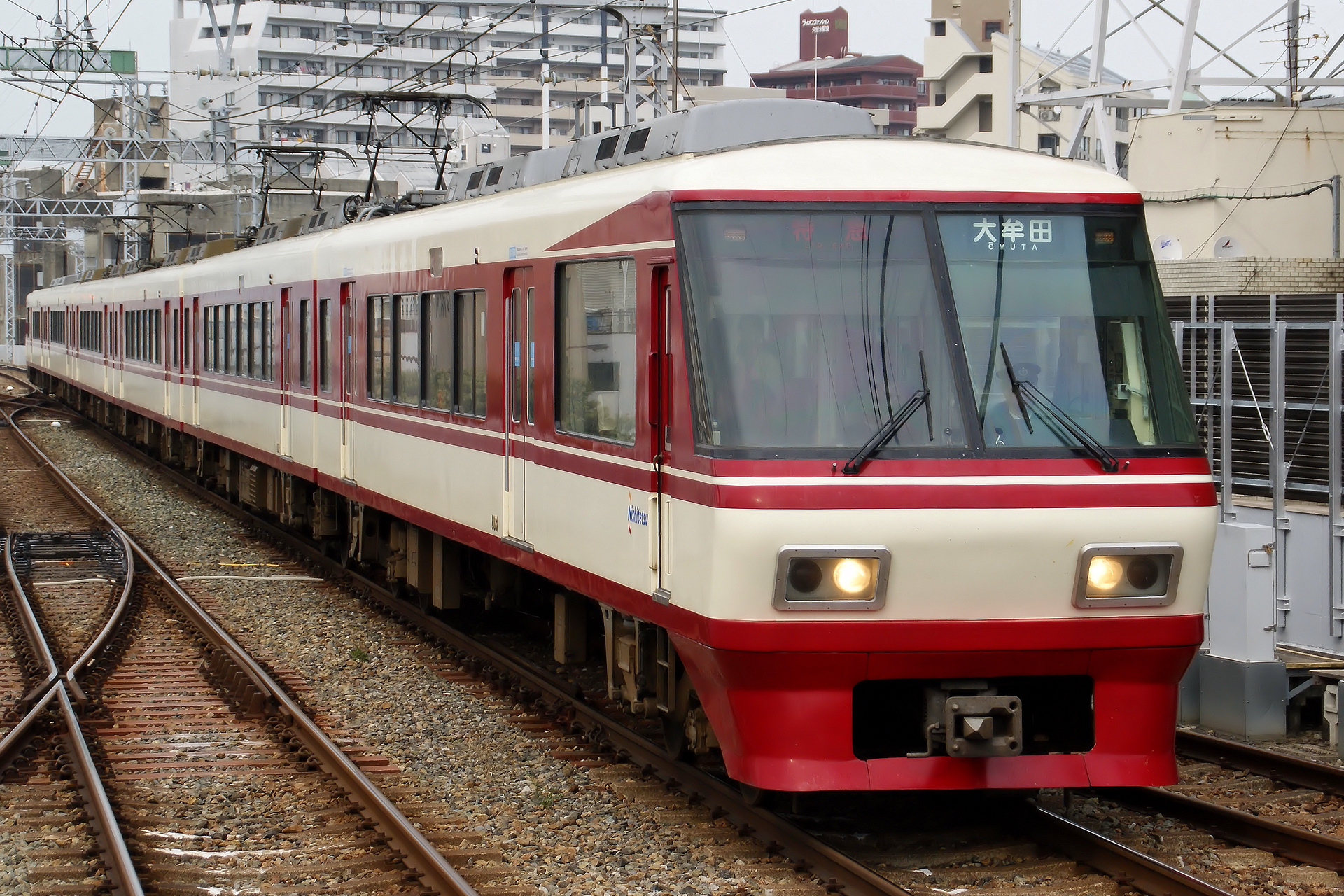
후쿠오카 현을 남북으로 묶는 니시테쓰 특급(8000형)

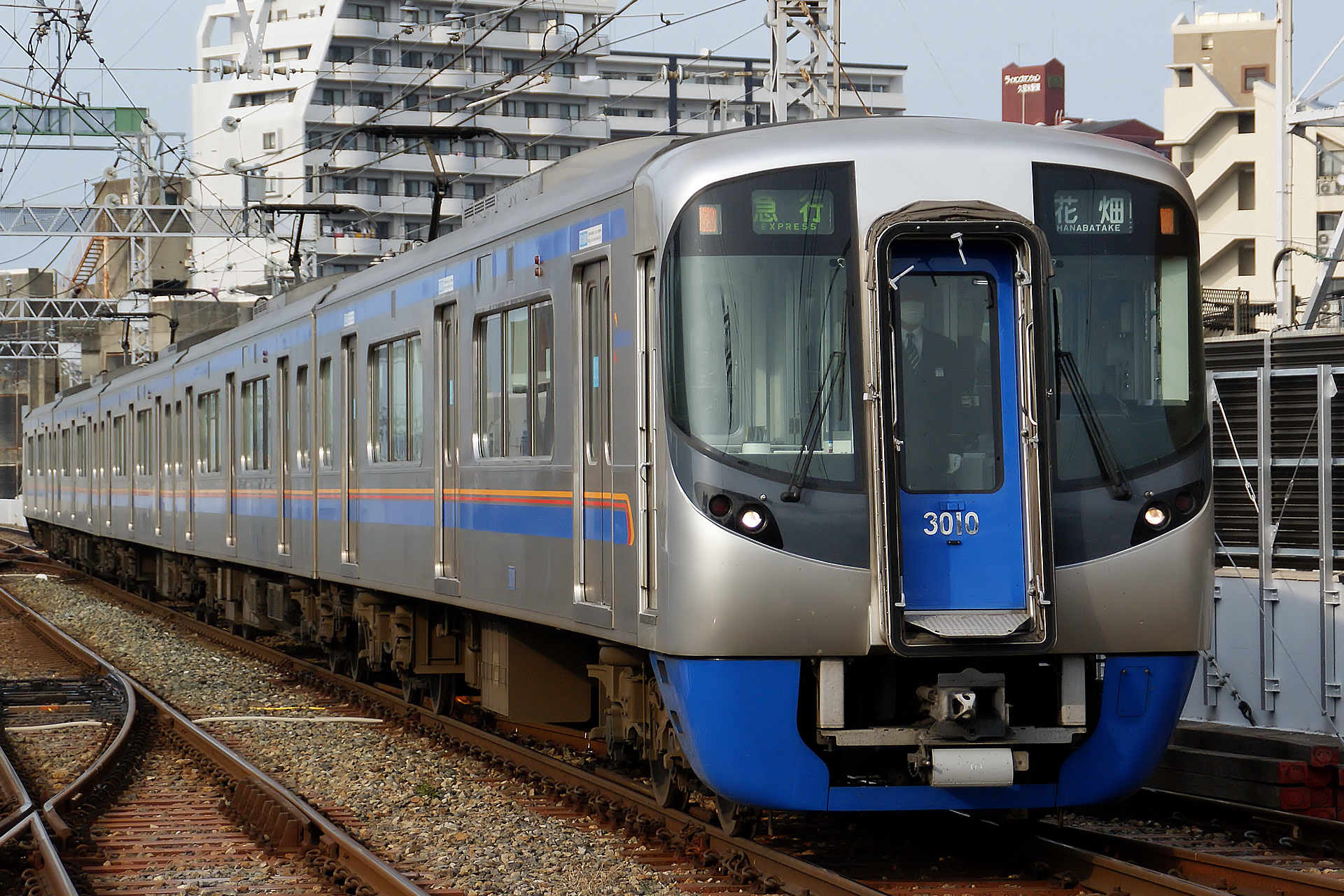
덴진오무타 선을 달리는 신형 차량(3000형)

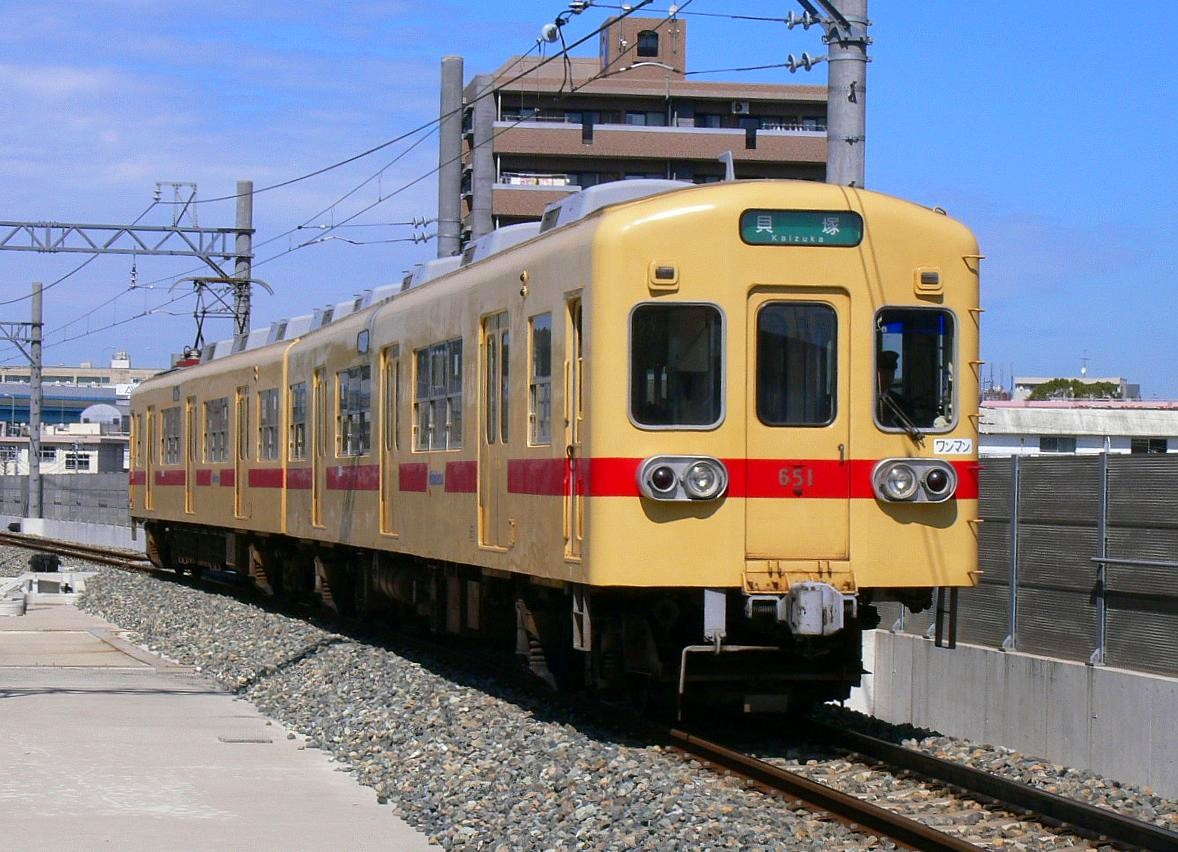
가이즈카 선에서 사용되고 있는 600형

2011년 4월 1일현재, 331량(여객용 329량, 사업용 2량)의 차량을 보유하고 있다
이전에는 기동차, 증기 기관차, 전기 기관차, 객차, 화차도 보유하고 있었지만, 화물 수송 폐지나 노선의 국유화・폐지 등에 의해, 보유 차량은 1978년 이후 전철로 통일되고 있다.
니시테쓰의 차량의 형식은 게이세이 전철이나 오다큐 전철 등과 같이 '…계'는 아니고 '…형'이라고 표기하지만, 니시테쓰에서의 읽는 법은 「게이(けい,계)」이다.(예: 3000형→3000 계) 또 여객용 차량의 형식 기호는 나고야 철도나 긴키 일본 철도 등과 같이 등급을 나타내는 「하」를 붙이지 않고 「쿠」(Tc차), 「모」(M 및 Mc차), 「사」(T차)라고 부른다.
차체 치수는 최대 전장을 600형(2대째) 이후 19.5 m로 길쭉하게 취하고 있는 반면, 차체폭은 7000형・7050형까지 2,670 mm의 홀쪽한 차체가 특징이었다. 성능면에서는, 표준 궤간을 이용해 똑같이 600형으로부터 강력 모터를 탑재한 M・T동수의 경제적인 편성을 기본으로 하고 있다.
차량의 제조사는 궤도선의 경우 계열하의 규슈차량(현재는 해산) 외 다수의 회사 제품이 채용되고 있었지만, 철도선에서는 1962년의 600형 이후, 가와사키 차량 및 후신인 가와사키 중공업으로 통일되고 있다. 제어장치는 오랫동안 미쓰비시 전기(313형의 일부는 히타치 제작소)의 것을 사용하고 있었지만, 7000형 이후는 도시바제이다.

#### 현존 차량
덴진오무타 선・다자이후 선・아마기 선
- 3000형
- 5000형
- 6000형・6050형
- 7000형・7050형
- 8000형
- 모에 900형(구원차)

가이즈카 선
- 313형
- 600형

#### 이미 폐차가 된 차량
※ 모든 차량이 폐차된 것은 아니지만, 해당 노선에서 완전 철수한 형식도 포함한다.
덴진오무타 선(오무타 선)・다자이후 선・아마기 선
- 1형
- 50형
- 10형
- 20형(→미야지가쿠 선 120형)
- 100형
- 200형
- 300형(→미야지가쿠 선・가이즈카 선 300형)
- 313형(→가이즈카 선 313형)
- 500형
- 600형(초대)
- 600형(2대)(→미야지가쿠 선・가이즈카 선 600형)
- 700형
- 1000형
- 1300형
- 2000형
- 모와 800형(→모에 800형,오무타 선 화물용 전철)
- 모토 900형(→오무타 선 화물용 전철)

오카와 선
- 9형 증기 기관차

가이즈카 선(미야지가쿠 선)
- 1형
- 10형
- 50형
- 120형
- 300형
- ED200형 전기 기관차

기타큐슈 선
- 1형・35형(→후쿠오카 시내선 100형)
- 66형
- 100형
- 200형
- 300형(초대)
- 300형(2대째)
- 321형
- 323형
- 331형
- 500형
- 561형
- 600형
- 1000형

후쿠오카 시내선
- 4륜 보기차
- 66형(→기타큐슈 선 66형)
- 100형
- 200형
- 300형(2대째)(→기타큐슈 선 300형(2대째))
- 500형
- 551형
- 561형(→기타큐슈 선 561형)
- 1000형
- 800형・1000형 전기 기관차

오무타 시내선・후쿠시마 선
- 4륜 보기차 1 - 12・21
- 200형(→후쿠오카 시내선 200형)

### 차량 기지・승무구소 등

#### 차량 기지
현재의 차량 기지
- 지쿠시 차량 기지
- 야나가와 차량 기지
- 다타라 차량 기지

과거에 존재한 차량 기지
- 후쓰카이치 차량 기지(지쿠시 차량 기지로 이전)

#### 승무구소
- 덴진오무타 선・다자이후 선・아마기 선
  - 후쿠오카 승무소
  - 지쿠시 승무소
  - 하나바타케 승무소
  - 야나가와 승무소
- 가이즈카 선
  - 가이즈카 전철 영업소

#### 연수 센터
- 전철 교습소(후쿠오카 현 구루메시 미야노진 5초메 5-11)

### 운임
어른 보통 여객 운임(소아 반액・10엔 미만 절상). 2005년 11월 24일 현재.
덴진오무타 선・다자이후 선・아마기 선
| 킬로수        | 운임(엔) | 킬로수  | 운임(엔) |
| ------------- | -------- | ------- | -------- |
| 최초구간 3 km | 150      | 37 - 41 | 600      |
| 4 - 6         | 200      | 42 - 46 | 650      |
| 7 - 9         | 240      | 47 - 51 | 710      |
| 10 - 13       | 280      | 52 - 56 | 770      |
| 14 - 17       | 330      | 57 - 61 | 830      |
| 18 - 21       | 390      | 62 - 66 | 890      |
| 22 - 26       | 450      | 67 - 71 | 950      |
| 27 - 31       | 500      | 72 - 75 | 1,000    |
| 32 - 36       | 550      |         |          |
가이즈카 선
| 킬로미터 수   | 운임(엔) |
| ------------- | -------- |
| 최초구간 3 km | 150      |
| 4 - 6         | 190      |
| 7 - 9         | 220      |
| 10 - 11       | 260      |

#### 도중 하차
이하의 경우를 제외하고 도중 하차를 할 수 있다.
- 보통 승차권으로 17 km 이내의 구간의 승차권을 이용하는 경우.
- 이용하는 구간의 보통 운임이 동액의 역.
- 요카 넷 카드 및 nimoca를 이용하는 경우.
- 회수 승차권(보통 회수권・펄 티켓 6)을 이용하는 경우.

다만, 자동 개찰기를 통과하면 표가 회수되어 버리기 때문에, 도중 하차의 경우는 유인 통로를 통해 역 계원에게 하차 표의 날인을 받을 필요가 있다. 무인역에서 도중 하차하는 경우에는 운전기사 또는 차장에게 신청한다.

#### 할인 승차권

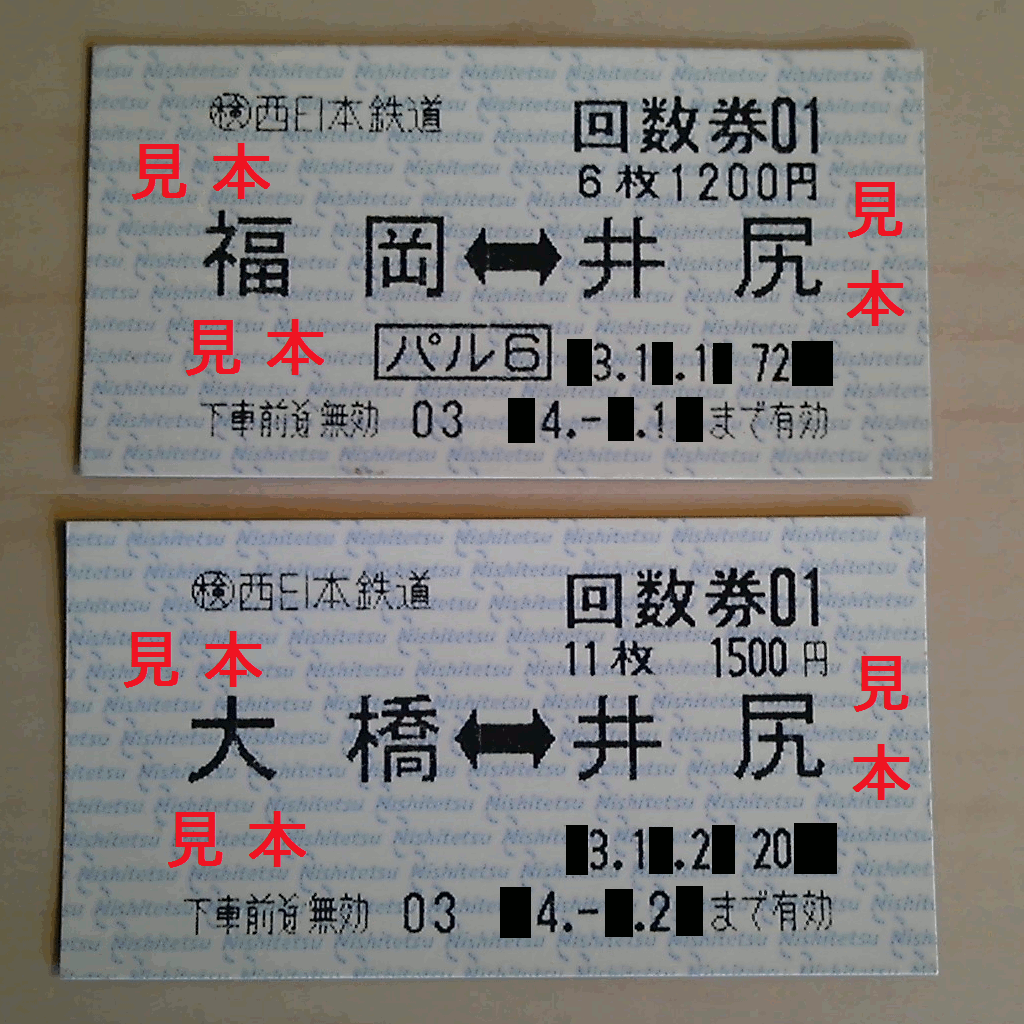
회수권의 예
위가 펄 티켓 6, 아래가 보통 회수권

회수권
회수권은 창구 외에 매표기로도 구입할 수 있다. 현재 발매 중의 회수권은 모두 발매일부터 3개월 사이 유효. 어느 타입으로도 부분 이용하는(예: 니시테쓰 후쿠오카(덴진) - 아사쿠라가이도의 회수권으로 야쿠인 - 보라색을 승차한다) 일도 가능하지만, 승차하지 않았던 구간에 대해서 그 권편은 무효가 된다. 액면식은 아니고 구간식이기 때문에, 운임이 같은 역까지는 목적지를 지나쳐도 지나친 구간의 보통운임이 필요.
보통 회수권
11매 철로 10매 분의 운임을 발매액으로 한다. 각 역 상호간으로 설정되어 있다.
펄 티켓 6
6매 묶음의 회수권으로, 발매액수는 5매분의 운임이다. 니시테쓰 후쿠오카(덴진) 역이나 니시테쓰 구루메 역을 발착역으로 하는 구간에만 설정되어 있다(한편의 발착역은 덴진오무타 선・아마기 선・다자이후 선의 임의의 역). 권면에는 '펄 6'라는 글자가 찍힌다.
1997년 7월 1일의 운임 개정과 동시에 발매가 개시되었다.
FUKUOKA 1 DAY PASS
2011년 2월 10일부터 발매되고 있는 니시테쓰 전철의 지정 구간과 니시테쓰 버스의 지정 에어리어(특급・고속・커뮤니티 버스나, 그 외 일부의 노선・구간을 제외)에서 사용할 수 있는 하루 프리 승차권이다. 유효기간은 발매 기간과 동일하다. 덧붙여 스크래치식 권면으로 판매하며, 자동 개찰기는 사용할 수 없다. 덧붙여 유효기간을 지나면 무효(환불 불가)가 된다.
- 2011년 2월 10일부터 2012년 2월 9일 발매분은 전철이 덴진오무타 선의 니시테쓰 후쿠오카(덴진) 역 - 니시테쓰 구루메 간과 다자이후 선 전선, 니시테쓰 버스의 후쿠오카・구루메・사가・지쿠호 지구에서 이용 가능하였다. 후쿠오카 시티 루프 버스 '그린'에는 승차할 수 없다. 가격은 1,500엔이다.
- 2012년 2월 10일부터 2013년 2월 9일 발매분은 이용 범위에 위의 범위에 더하여 덴진오무타 선의 니시테쓰 구루메역 - 니시테쓰 야나가와 간과 아마기 선 전선, 후쿠오카 시티 루프 버스 '그린'이 더해졌다. 가격은 2,000엔으로 개정되었다

#### 연락 운수
JR 가고시마 본선 연락 운수
덴진오무타 선의 니시테쓰 후쿠오카(덴진) 역, 야쿠인역, 니시테쓰 후쓰카이치 역, 니시테쓰 구루메 역, 니시테쓰 야나가와 역 및 다자이후 선 다자이후역과 JR 가고시마 본선 구마모토 - 아라오 사이의 각 역 상호간이 대상이다. 환승역은 오무타역에 한정한다. 이전에는 구마모토 - 서 가고시마 사이나 미스미 선도 연락 운수의 대상이었지만, 규슈 신칸센의 개통으로 인해 연락 운수 구간이 구마모토 역까지 단축되었다.
상호 구간 안내의 승차권을 구입하면, JR의 승차 구간이 100km 이하의 경우에서도 상호 구간의 통산 거리로 101km를 넘고 있으면 유효기간이 2일이 되어, 도중 하차를 할 수 있다. 니시테쓰측은 자동 매표기, JR측은 창구에서 MARS에 의한 발매이다. 덧붙여 니시테쓰 발행의 표는 니시테쓰・JR 쌍방의 자동 개찰기에 대응하고 있지만, JR 발행의 표는 니시테쓰의 자동 개찰기에 대응하고 있지 않다. 운임은 니시테쓰, JR의 운임의 합산액이다.
후쿠오카 시영 지하철선 연락 운수
덴진오무타 선・다자이후 선・아마기 선은 정기권만, 가이즈카 선에서는 보통 승차권과 정기권의 양쪽 모두가 대상이다. 가이즈카 선 3구( - 미토마)와 지하철선 3구( - 후지사키・후쿠오카 공항・자야마)를 갈아타는 경우, 환승 할인 제도가 적용된다. 할인액은 쌍방 2구까지가 60엔, 3구까지가 20엔(보통 운임의 경우)이다. 덧붙여 하코자키 선・공항선 덴진 역과 나나쿠마 선덴진미나미 역은 개찰구가 따로 되어 있기 때문에, 갈아 탈 때는 2시간 이내에 실시할 필요가 있다(정기권 제외).
시마바라 철도 고속선 연락 운수덴진오무타 선의 니시테쓰 후쿠오카(덴진) 역, 야쿠인역, 니시테쓰 후쓰카이치 역, 니시테쓰 구루메 역, 하나바타케역, 니시테쓰 야나가와 역에서 발매하고 있다. 편도만 발매한다.

### 소프트・서비스면에서의 특징
- 최근 몇 년간, 여객 서비스나 역 설비 등에 관한 설문조사를 1년에 2회 정도 실시하고 있다.
- 보통 열차가 우등 열차의 통과 대기를 할 때, 또는 단선 구간의 역에서 이합 대기를 할 때에 먼저 도착한 열차의 승무원은 반드시 홈에 서서, 통과 감시를 실시한다.
- 주요 역에서의 역 구내에서 실시하는 안내 방송과 발차 벨은 JR 규슈의 높은 톤의 방송과는 대조적인 침착한 톤으로 방송되며, 하행선・상행선에서 다른 벨을 채용하고 있다. 또 질서 있는 승차를 촉진하기 위해 문의 수와 량 수도 안내한다.
  - 다이젠지를 제외한 특급 정차역과 오하시 역의 홈에는, 문의 수만이 쓰여진 승차 위치 안내가 존재하고 있으며, 방송 등에서 안내되는 도어 수에 따라서 줄서게 되어 있다.[17]
- 차내의 자동 방송은 특급 열차 및 대부분의 급행열차(일부 구간이 보통 열차가 되는 열차는 그 구간도 포함한다)와 1인 운전식의 보통 열차에서 이용되고 있다.
- 3000형, 6000형・7000형은 전급행 노선에서 자동 방송이 실시되고 있다.
  - 자동 방송은 여성의 목소리이지만 니시테쓰 버스와는 다른 소리이다. 차내 방송의 자동 방송 전에 흐르는 차임은 전 노선에서 모두 같은 멜로디가 채용되고 있어 출발 후의 것과 도착 전의 것의 2종류가 있다(다만, 아마기 - 오무타 간의 1인 보통은 주요 역 안내 시에만). 2003년경까지는 남성의 목소리였다.
  - 2000년경까지 8000형으로 운행되는 특급은 차내 방송 시에 가이엔다이나 튤립, 체커즈, 도쿠나가 히데아키, CHAGE and ASKA 등의 후쿠오카 현 출신・연고의 아티스트의 곡을 오르골로 흘리고 있었다. 자세한 것은서일본 철도 8000형 전동차 항목을 참조.
  - 2012년 3월 27일의 다이야 개정으로 덴진오무타 선 계통의 차내 차임이 생략되었다. 또 자동 방송의 소리도 JR 동일본이나 후쿠오카 시 교통국 지하철 나나쿠마 선에서 채용되고 있는 것(일본어: 미우라 나오코, 영어: 크리스텔 치아리)로 변경되었다.
- 단선 구간에서 마주오는 열차와의 엇갈려 기다리는 일을 이합 대기로 안내하고 있다. 이것은 다른 규슈 내의 사업자도 같다.
- 역의 발차 안내에서는 「△△(역명)에서 나머지의 00(종별)에 추월됩니다」 「□□까지 추월되지 않습니다」라는 표현이 사용되고 있다.
- 또 정차역 안내 시의 「도중의 정차역은」이라고 하는 곳은 「도중 멈추는 역은」이라는 표현이 사용된다.
  - 정차역 안내에서는 종점역을 방송하지 않는다(예로서 특급은 「신사카에마치・야나가와・다이젠지・하나바타케・구루메・후쓰카이치・야쿠인」이라고 밖에 말하지 않는다)
- 문을 닫을 때 안내방송의 표현은 JR 규슈가 「도어가 닫힙니다」인 반면, 니시테쓰에서는 「문이 닫힙니다」이다.
- 차량의 도어의 유리창에 붙여 있는 도어 스티커의 주의 내용을 일본어와 영어, 중국어와 한국어의 4개 언어로 표기하고 있다(후쿠오카 시 지하철도 마찬가지). 니시테쓰 후쿠오카(덴진) 역 등 주요 역의 표기에도 4개 언어가 사용되고 있는 곳이 많다. 덧붙여 도어 스티커가 벗겨지는 못된 장난이 끊이지 않아 2007년 8월에 공장 입장을 개시한 차량부터 도어 스티커는 차 밖에 붙일 수 있게 되었다. 그때에 새로운 디자인으로 변경되었다.
- JR의 역과의 구별을 위해 '니시테쓰 구루메', '니시테쓰 후쓰카이치' 등 회사명이 앞에 있는 역명이 많다. 가이즈카 선을 제외한 자사선 내의 여객을 위한 안내나 역명표 등에서는 '니시테쓰'를 생략해 안내하고 있다(예: 니시테쓰 구루메→구루메). 다만, 차내의 노선도에는 '니시테쓰 00'이라고 정식역명으로 쓰여져 있다.

## 같이 보기
- 일본의 철도

## 참고
1. ↑  “2007년 3월기(2006년도) 결산” (PDF). 2012년 6월 30일에 원본 문서 (PDF)에서 보존된 문서. 2012년 6월 23일에 확인함.
2. ↑  2015년 7월자로 니시테쓰 버스 무나카타의 자회사로 편입하여 법인이 합병 소멸된 상태이다.
3. ↑  현재는 후쿠오카 니시테쓰 택시에 합병된 상태이다.
4. ↑  11월 25일 최종 영업일. 참조:http://www.nishitetsu.co.jp/nnr/museum/kitakyushu/ 보관됨 2007-01-24 - 웨이백 머신
5. ↑  신용카드로 정기권 등의 구입이 가능하게!(pdf) 2009-12-16, 서일본 철도
6. ↑  올해 6월 17일의 덴진오무타 선차량 트러블에 관한 사과[깨진 링크(과거 내용 찾기)]
7. ↑  주식회사 안쿠루 후지야의 주식의 취득(자회사화)에 관한 소식 2011-09-22, 서일본 철도
8. ↑  니시테쓰 전철 교습소에 신형 '운전 시뮬레이터'를 도입 2011-9-30, 서일본 철도
9. ↑  자회사의 흡수 합병(간이 합병・약식 합병)에 관한 소식 보관됨 2012-07-06 - 웨이백 머신 2011-08-04, 서일본 철도
10. ↑  시내 관광 2층 오픈 버스 'FUKUOKA OPEN TOP BUS' 코스・요금 결정 보관됨 2012-03-24 - 웨이백 머신 2012-03-05, 서일본 철도
11. ↑  다른 대기업 사철 기업에서 '파크 앤드 라이드를' 추진하고 있는 예는 주쿄권을 기반으로 하는 나고야 철도가 있다
12. ↑  이용자의 요금 부담 경감이기 때문에 행정이 주체가 되어 주차장 용지를 제공하는 것으로 자가용으로부터 철도로의 시프트를 추진하는 지자체도 있다.(오키마치)
13. ↑  민영 철도 각사 소개 서일본 철도 주식회사(일본 민영 철도 협회)[깨진 링크(과거 내용 찾기)]
14. ↑  “기업 정보:니시테쓰 그룹 홈 페이지”. 2012년 9월 5일에 원본 문서에서 보존된 문서. 2012년 9월 5일에 확인함.
15. ↑  "철도 팬 2011년 9월호" 교우사 서일본 철도 재적 차량 수
16. ↑  니시테쓰 전철・버스 공통 1일 프리 승차권 FUKUOKA 1 DAY PASS 리뉴얼 - 서일본 철도 뉴스 릴리스,2012년 2월 1일
17. ↑  하지만 승차 위치 안내는 별로 눈에 띄지 않는 것과 승차 위치 안내는 방송 등에서 일절의 안내가 없는 것 때문에, 평상시 별로 니시테쓰 전철을 이용하지 않는 사람들이 혼란을 겪는 경우가 많다